# 芸道一代男 (映画)
『芸道一代男』（げいどういちだいおとこ）は、1941年に公開された溝口健二監督の日本映画。
川口松太郎の同名小説が原作。
溝口健二の『残菊物語』(1939年)、『浪花女』(1940年)に続く「芸道三部作」の三作目。
初代 中村鴈治郎(1860-1935)の追悼記念として製作された。
初代 中村鴈治郎役を次男の初代 中村扇雀（後の二代目 中村鴈治郎）が演じ、娘の中村芳子も出演した。

## スタッフ
- 演出 - 溝口健二[1]
- 脚色 - 依田義賢[1]
- 原作 - 川口松太郎[2] 小説『芸道一代男』
- 撮影 - 杉山公平[2]
- 音楽 - 伊藤宣二[2]
- 美術監督 - 水谷浩[1]
- 録音 - 杉山政明[4]
- 時代考証 - 甲斐荘楠音[4]
- 歌舞伎考証 - 六代目 嵐徳三郎[4]

## キャスト
以下の出演者名と役名はallcinemaに従った。
- 初代 中村扇雀 - 初代 中村鴈治郎
- 中村芳子 - おなみ
- 林成年 - 小坊主了念
- 五代目 嵐芳三郎 - 二代目 実川延若
- 高田浩吉 - 実川延三
- 六代目 坂東簑助 - 三代目 中村翫雀
- 梅村蓉子 - お妙
- 原駒子 - お由
- 松浦築枝 - おふさ
- 河津清三郎 - 守田勘弥
- 菅井一郎 - 座主・三栄
- 田中春男 - 古着屋
- 富本民平 - 中村翫蔵
- 山路義人 - 扇屋の親類
- 尾上多見太郎 - 扇屋の親類
- 石原須磨男 - 噂する人
- 大川六郎 - 噂する人
- 岡田和子 - 扇屋の女中

## 受賞歴
- 1941年度 第18回キネマ旬報賞
  - 日本映画ベスト・テン4位　『芸道一代男』(溝口健二監督）[5]